# スヴェルドラップ金メダル
スヴェルドラップ金メダル（スヴェルドラップきんメダル、Sverdrup Gold Medal Award）はアメリカ気象学会 (American Meteorological Society) の賞である。海洋と大気の相互作用に関する研究で顕著な功績をあげた研究者に贈与される。ノルウェーの海洋学者・気象学者、ハラルド・スヴェルドラップに因む賞である。

## 受賞者一覧
- 1964年： ヘンリー・ストンメル
- 1966年： ウォルター・ムンク
- 1970年： Kirk Bryan
- 1971年： クラウス・ハッセルマン
- 1972年： Vladimir Kamenkovich
- 1975年： Owen M. Phillips
- 1976年： Robert W. Stewart
- 1977年： Raymond B. Montgomery、John C. Swallow、Hákon Mosby
- 1981年： ジェローム・ナミアス
- 1983年： Michael S. Longuet-Higgins
- 1985年： S. George Philander
- 1987年： James J. O Brien
- 1988年： 光易恒
- 1991年： Klaus Wyrtki
- 1992年： Mark A. Cane
- 1993年： Tim P. Barnett
- 1994年： Mark A. Donelan
- 1995年： James F. Price
- 1997年： Kristina B. Katsaros
- 1998年： Willard J. Pierson
- 1999年： John Stuart Godfrey
- 2000年： モジブ・ラティフ
- 2001年： Stefan Hastenrath
- 2002年： Michael L. Banner
- 2003年： Robert A. Weller
- 2004年： 山形俊男
- 2005年： Joseph Redlosky
- 2006年： Peter K. Taylor
- 2007年： David K. Anderson
- 2008年： Dean H. Roemmich
- 2009年： Christopher W. Fairall
- 2010年： Bruce A. Warren
- 2011年： Eric A. D’Asaro
- 2012年： Allan J. Clarke
- 2013年： Ken Melville
- 2014年： John Marshall
- 2015年： Claude Frankignoul
- 2016年： Michael McPhaden
- 2017年： Shang-Ping Xie
- 2018年： Michael Alexander
- 2019年： Fei-Fei Jin For
- 2020年： Peter R. Gent F
- 2021年： Sarah T. Gille
- 2022年： Shuyi Chen
- 2023年： Gerald Meehl
- 2024年： 受賞者なし
- 2025年： Wenju Cai